# Matterhorn
A Matterhorn (franciául  Mont Cervin vagy Le Cervin, olaszul Monte Cervino) az Alpok hetedik legmagasabb hegycsúcsa (ha a Mont Blanc-t és a Monte Rosa masszívumokat egy csoportnak tekintjük.)
A Matterhorn  4478 méter magas; a Wallisi-Alpokban fekszik  Zermatt és Breuil (Cervinia) között, Zermattól délnyugatra. Keleti, északi és nyugati fala Svájchoz, a déli Olaszországhoz tartozik. A legtöbbet fényképezett turistalátványosságok egyike Európában.
1581-ben említik először Mont Cervin-ként, később  Monte Silvio és  Monte Servino formában is. A német Matterhorn név első említése 1682-ből való. 
Első megmászása Edward Whymper nevéhez fűződik 1865. július 14. napján.

## Geológiája
A Matterhorn két óriási kőzetlemezből áll, amelyek egy majdnem függőleges vetősík mentén válnak el egymástól. Északi része sekélytengeri képződésű dolomit, déli fele viszont mélytengeri zöldpala és a csúcsot egy gneisztömb alkotja. A két kőzettömb közti törésvonal nem más, mint az Afrikai-lemez és az Eurázsiai-lemez határa, a déli rétegek Afrikához, az északiak Európához tartoznak geológiailag. A hegy szemléletesen mutatja azt az erőt, ami a két kőzetlemez összeütközését kísérte.
A hegyet – az Alpok egészével együtt – a 280 millió éve kezdődő alpi orogén fázis kompressziós szakasza kezdte felemelni mintegy 100 millió éve, a kréta időszakban.

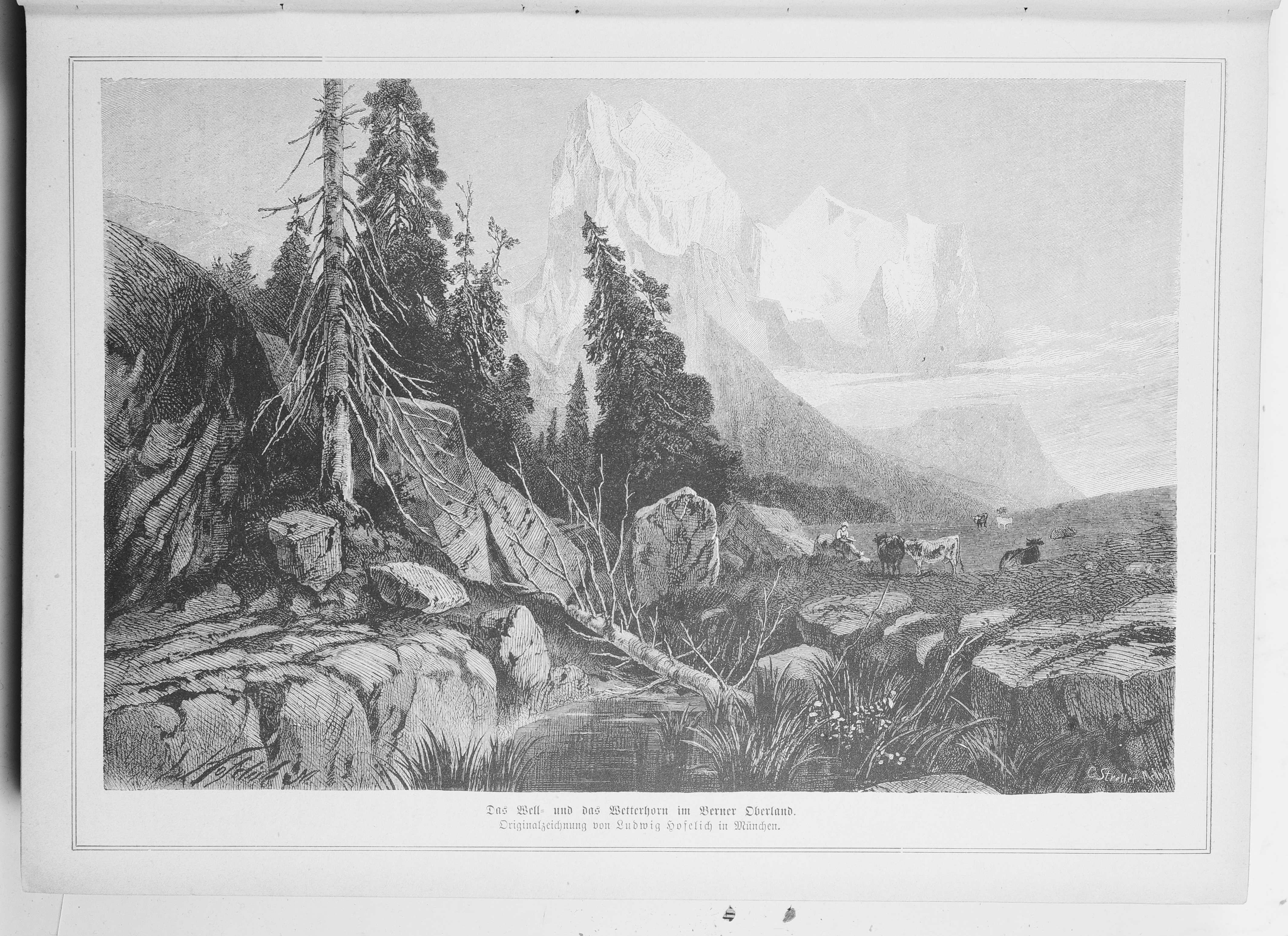
Illusztráció a Matternhornról, Die Gartenlaube, 1878
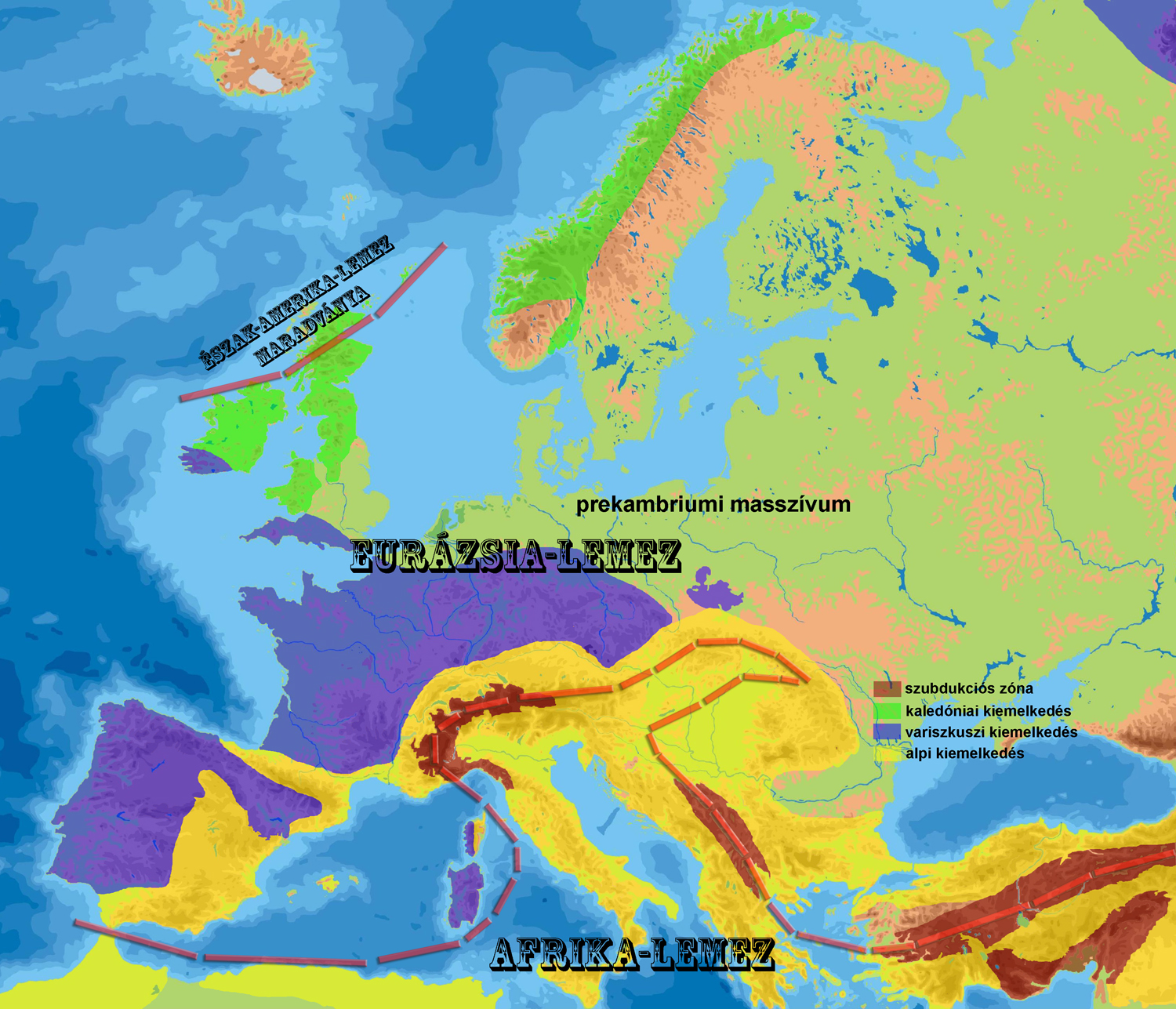
Európa áttekintő nagyszerkezeti térképe
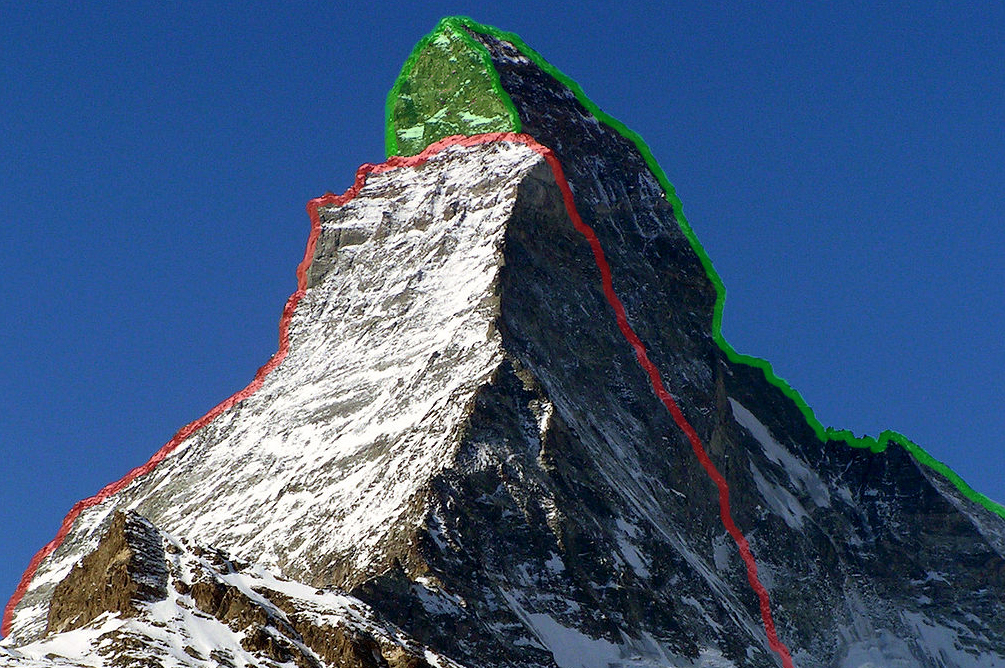
A Matterhorn szerkezetének szemléltetése: piros = európai tömb; zöld = afrikai tömb

## Érdekesség
Alakja adta az alapötletet a Toblerone csokoládé és a háromszög keresztmetszetű csomagolás megformálásához.